# Ed Koch
Pour les articles homonymes, voir Koch.
Edward Irving Koch dit Ed Koch, né le 12 décembre 1924 dans le Bronx (New York) et mort le 1er février 2013 à Greenwich Village (New York), est un homme politique américain, représentant au Congrès des États-Unis entre 1969 et 1977 puis maire de New York de 1978 à 1989.

## Biographie
Ed Koch est membre du Parti démocrate, et exerce la fonction de leader démocrate du district de Greenwich Village entre 1963 et 1965, avant d'être élu au conseil municipal de New York en 1966. En 1965, il appuie la candidature du républicain John Lindsay à la mairie de New York, tout en exerçant ses fonctions de leader démocrate de district. Ed Koch obtient son premier siège de représentant en janvier 1969, dans le 17e district de l'État de New York, puis dans le 18e district en janvier 1973 jusqu'à sa démission le 31 décembre 1977, lorsqu'il devient officiellement maire.

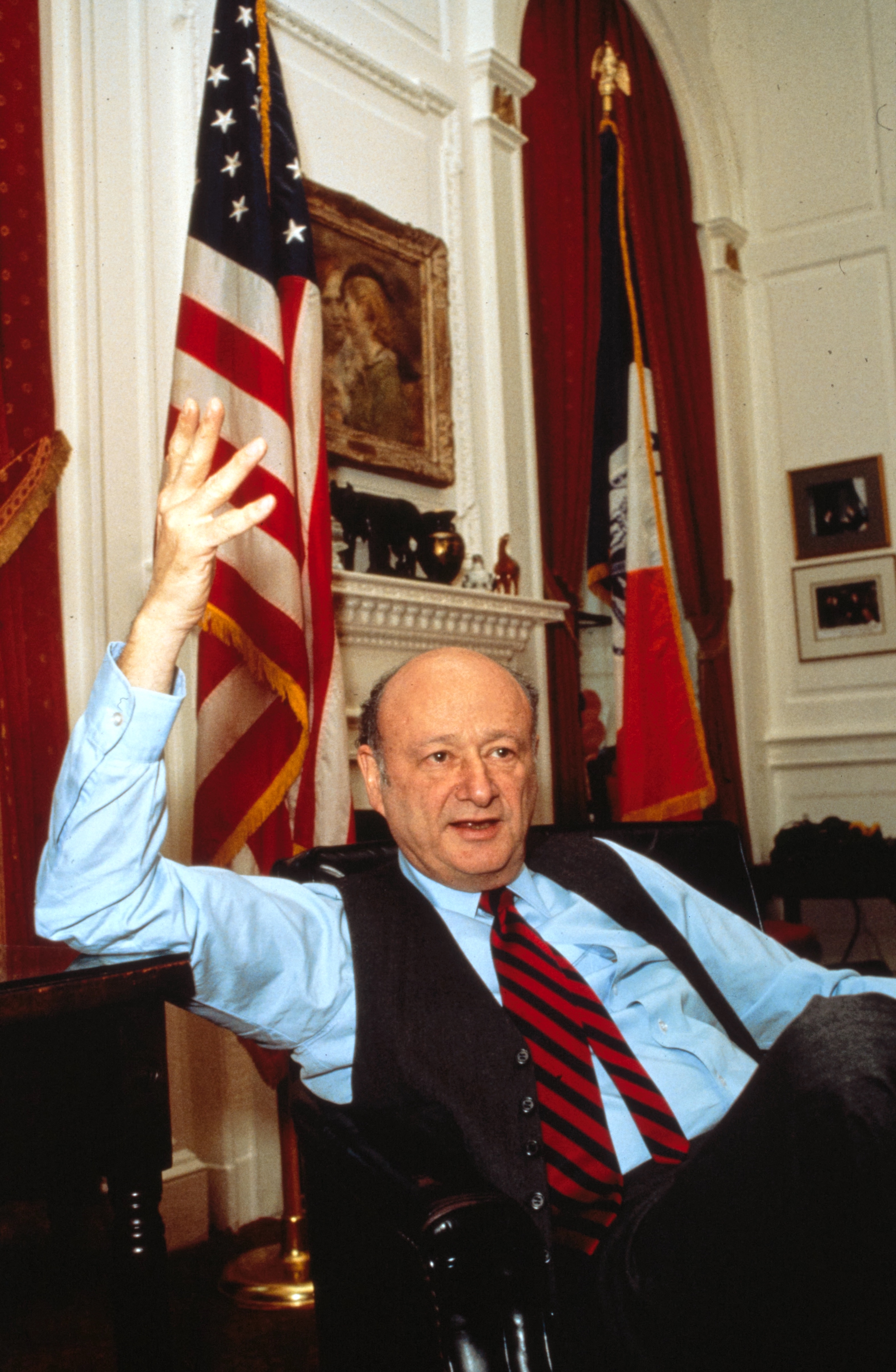
Ed Koch dans son bureau à la mairie de New York.

Il effectue trois mandats. À l'époque, New York est confrontée à une épidémie de sida, à une forte criminalité et à un risque de banqueroute.
Il introduit les deux artistes du concert « légendaire » de Simon and Garfunkel à Central Park en 1981, fait une apparition dans le film Les Muppets à Manhattan (1984) de Frank Oz, y interprétant son propre rôle, et dans le film policier La nuit nous appartient, en 2007 (avec Eva Mendes et Mark Wahlberg), dans lequel il se réinterprète en tant que maire de New York.
En mai 2022, le New York Times lui consacre un article confirmant publiquement son homosexualité.

## Publications
- (en) Edward I. Koch, The Mandate Millstone, US Conference of Mayors, 1980 [lire en ligne] [PDF]
- (en) Edward I. Koch, How'm I doing? The Wit and Wisdom of Ed Koch, Lion Books, 1981  (ISBN 0-87460-362-5)
- (en) Edward I. Koch et William Rauch, Mayor, Simon & Schuster, 1984  (ISBN 0-671-49536-4)
- (en) Edward I. Koch et William Rauch, Politics. Horizon Book Promotions, 1989  (ISBN 0-671-53296-0)
- (en) Edward I. Koch et John Cardinal O'Connor, His Eminence and Hizzoner: A Candid Exchange : Mayor Edward Koch and John Cardinal O'Connor, William Morrow & Company, 1989  (ISBN 0-688-07928-8)
- (en) Edward I. Koch et Leland T. Jones, All The Best: Letters from a Feisty Mayor, Simon & Schuster, 1990  (ISBN 0-671-69365-4)
- (en) Edward I. Koch et Daniel Paisner, Citizen Koch: An Autobiography, St Martins Printing, 1992  (ISBN 0-312-08161-8)
- (en) Edward I. Koch, Ed Koch on Everything: Movies, Politics, Personalities, Food, and Other Stuff, Carol Publishing, 1994  (ISBN 1-55972-225-8)
- (en) Edward I. Koch et Herbert Resnicow, Murder at City Hall, Kensington Publishing, 1995  (ISBN 0-8217-5087-9)
- (en) Edward I. Koch et Wendy Corsi Staub, Murder on Broadway, Kensington Publishing, 1996  (ISBN 1-57566-186-1)
- (en) Edward I. Koch, Wendy Corsi Staub, et Herbert Resnicow, Murder on 34th Street, Kensington Publishing, 1997  (ISBN 1-57566-232-9)
- (en) Edward I. Koch et Wendy Corsi Staub, The Senator Must Die, Kensington Publishing, 1998  (ISBN 1-57566-325-2)
- (en) Edward I. Koch, Giuliani: Nasty Man, Barricade Books, 1999  (ISBN 1-56980-155-X) (republié en 2007)
- (en) Edward I. Koch et Stephen P. Graham, New York: A State of Mind, Towery Publishing, 1999  (ISBN 1-881096-76-9)
- (en) Edward I. Koch et Daniel Paisner, I'm Not Done Yet! : Keeping at It, Remaining Relevant, and Having the Time of My Life, William Morrow & Company, 2000  (ISBN 0-688-17075-7)
- (en) Edward I. Koch et Pat Koch Thaler, Eddie, Harold’s Little Brother, Grosset & Dunlap, 2004  (ISBN 0-399-24210-4)
- (en) Edward I. Koch et Christy Heady, Buzz: How to Create It and Win With It, American Management Association (AMACOM), 2007  (ISBN 0-8144-7462-4)